# Podurile (okręg Vrancea)
Podurile – wieś w Rumunii, w okręgu Vrancea, w gminie Chiojdeni. W 2011 roku liczyła 320
mieszkańców.